# 내각부 특명담당대신
내각부 특명담당대신(일본어: 内閣府特命担当大臣)은 2001년의 중앙 성청 개편에 의해 일본 내각부가 설치되면서 법제화된 직위로, 국무대신이 사령된다. 내각부에만 임명되므로 사령(관보에 게재)시의 정식 명칭은 ‘내각부 특명담당대신’이지만, 실제로는 ‘내각부 특명담당대신 (○○담당)’과 같이 괄호 내에 담당 사무가 함께 병기된다. 정수는 정해지지 않았으나, ‘오키나와 및 북방대책 담당’과 ‘금융담당’은 필수로 되어있다.

## 내각부 이외의 특명사항을 담당하는 대신과의 차이점
내각부 특명담당대신의 담당 사무를 처리하는 기구는 내각부에 설치되지만, 이로 인해 법률이나 정령 등의 개정과 예산의 조정이 필요하게 되는 경우가 있다. 따라서 긴급한 사무나 유연한 대책이 필요한 경우에는 내각부가 아닌 내각관방에 설치되는 경우도 많다. 내각관방에 설치할 때에는 법령의 개정 대신 총리의 사령과 결재만으로 설치할 수 있기 때문이다. 실제로도 내각부 특명담당대신이 담당하는 사무의 하부조직은 시한적이 아닌 영속적인 것이나 목적 달성에 장기간이 소요되는 경우가 많다.
내각관방에 설치된 사무를 담당하는 국무대신은 법적으로는 특명담당대신이 아니며, 정식 명칭도 존재하지 않는다. 사령시에도 내각부 특명담당대신은 ‘규제개혁을 담당케 한다’는 등의 단어 표현을 사용하지만, 내각관방의 특명 사항을 담당하는 대신은 ‘행정개혁을 추진하기 위하여 행정 각부의 소관 사무의 조정을 담당케 한다’는 등의 문장을 이용한 사령을 한다.
따라서 ‘경제재정정책 담당 대신’이나 ‘우정민영화 담당 대신’ 따위의 약칭은 잘못된 표현이라고 할 수 없지만, ‘내각부 특명담당대신(경제재정정책·우정민영화 담당)’과 같은 표현은 잘못된 것이다. 경제재정정책과 달리 우정민영화는 내각관방에 설치된 시한적인 정책으로, 이를 담당하는 사람은 같은 사람이더라 하더라도 내각부 특명담당대신이 아닌 국무대신의 자격으로 행하기 때문이다. 따라서 이러한 경우에는 ‘내각부 특명담당대신(경제재정정책 담당)·국무대신 우정민영화 담당’과 같이 내각부와 내각관방의 담당 사무를 구분하는 것이 실제와 가까운 표현이 된다.

## 법령에서의 약칭의 사용
법령에서 ‘○○담당 대신’과 같은 약칭이 사용되는 경우가 있다. 이 경우에는 약칭뿐만 아니라, 정식의 의미를 포함하는 것으로 의제된다.

### 특명담당대신의 별칭 표기 사례
- 경제재정정책 담당 대신 (내각부설치법 제3장 제3절 제2관 제2목, 일본은행법 제19조 등)
- 과학기술정책 담당 대신 (내각부설치법 제3장 제3절 제2관 제3목)
- 방재담당 대신 (재해대책기본법 제2장 제1절)
- 식육담당 대신 (식육기본법 제29조)

### 내각부 이외의 특명사항 담당 대신의 별칭 표기 사례
- 우정민영화 담당 대신 (우정민영화법 제14조)

해당특명담당 대신 및 내각부(府)이외의 특명사항담당의 대신에 대해서는, 그 법령의 적용 범위에 있어서 「00담당 대신」이라고 호칭하는 것은 단지 약칭인 것에 머물지 않고, 정식인 이유를 포함하는 것으로 여겨진다.